# Roko Blažević
Roko Blažević (né le 10 mars 2000 à Split), connu sous le mononyme de Roko, est un chanteur croate. Il représentera la Croatie au Concours Eurovision de la chanson 2019 avec la chanson The Dream.